# Cincinnati Open 1998 - Qualificazioni doppio
Le qualificazioni del doppio  del Cincinnati Open 1998 sono state un torneo di tennis preliminare per accedere alla fase finale della manifestazione. I vincitori dell'ultimo turno sono entrati di diritto nel tabellone principale. In caso di ritiro di uno o più giocatori aventi diritto a questi sono subentrati i lucky loser, ossia i giocatori che hanno perso nell'ultimo turno ma che avevano una classifica più alta rispetto agli altri partecipanti che avevano comunque perso nel turno finale.
Le qualificazioni del doppio del torneo Cincinnati Open 1998 prevedevano 8 coppie partecipanti di cui 2 sono entrate nel tabellone principale.

## Teste di serie
1. Jim Thomas /  David Wheaton (Qualificati)
2. Tuomas Ketola /  Laurence Tieleman (ultimo turno)

1. Arnaud Clément /  Jérôme Golmard (ultimo turno)
2. Ben Ellwood /  Marcos Ondruska (Qualificati)

## Qualificati
1. Jim Thomas  /   David Wheaton

1. Ben Ellwood  /   Marcos Ondruska

## Tabellone

### Legenda
| - Q = Qualificato - WC = Wild card - LL = Lucky loser | - ALT = Alternate - SE = Special Exempt - PR = Protected Ranking | - w/o = Walkover - r = Ritirato - d = Squalificato |

### Sezione 1
|  | Primo turno | Primo turno                   | Primo turno              | Primo turno | Primo turno |  |  | Ultimo turno | Ultimo turno                  | Ultimo turno | Ultimo turno | Ultimo turno |  |
|  |             |                               |                          |             |             |  |  |              |                               |              |              |              |  |
|  | 1           | Jim Thomas David Wheaton      | Jim Thomas David Wheaton | 6           | 6           |  |  |              |                               |              |              |              |  |
|  |             | Mike Bryan Bob Bryan          | Mike Bryan Bob Bryan     | 3           | 3           |  |  | 1            | Jim Thomas David Wheaton      | 7            | 2            | 6            |  |
|  | 3           | Arnaud Clément Jérôme Golmard | 6                        | 6           | 6           |  |  | 3            | Arnaud Clément Jérôme Golmard | 6            | 6            | 4            |  |
|  |             | Mark Draper Toby Mitchell     | 2                        | 7           | 4           |  |  |              |                               |              |              |              |  |

### Sezione 2
|  | Primo turno | Primo turno                      | Primo turno                      | Primo turno | Primo turno |  |  | Ultimo turno | Ultimo turno                    | Ultimo turno                    | Ultimo turno | Ultimo turno |  |
|  |             |                                  |                                  |             |             |  |  |              |                                 |                                 |              |              |  |
|  | 2           | Tuomas Ketola Laurence Tieleman  | Tuomas Ketola Laurence Tieleman  | 7           | 6           |  |  |              |                                 |                                 |              |              |  |
|  |             | Sargis Sargsian Greg Van Emburgh | Sargis Sargsian Greg Van Emburgh | 6           | 2           |  |  | 2            | Tuomas Ketola Laurence Tieleman | Tuomas Ketola Laurence Tieleman | 4            | 5            |  |
|  | 4           | Ben Ellwood Marcos Ondruska      | Ben Ellwood Marcos Ondruska      | 7           | 7           |  |  | 4            | Ben Ellwood Marcos Ondruska     | Ben Ellwood Marcos Ondruska     | 6            | 7            |  |
|  |             | Dan Kronauge Jeff Wolf           | Dan Kronauge Jeff Wolf           | 5           | 6           |  |  |              |                                 |                                 |              |              |  |